# Il numero della bestia
Il numero della bestia (The Number of the Beast) è un romanzo di fantascienza di Robert A. Heinlein pubblicato nel 1980.
Nel romanzo il numero della bestia si rivela essere non 666, ma {\displaystyle (6^{6})^{6}}, o 10.314.424.798.490.535.546.171.949.056, ovvero il numero di universi paralleli raggiungibili mediante la macchina continua.

## Storia editoriale
La prima edizione del 1980 (del 1979 secondo un'altra fonte), in paperback, è stata illustrata in copertina e all'interno da Richard M. Powers. Estratti del romanzo sono stati pubblicati a puntate nei numeri di ottobre e novembre 1979 della rivista Omni.
La traduzione italiana di Giacomo Gramegna è stata pubblicata dalla Sonzogno nel maggio 1981, nella collana I Super e nel novembre di quello stesso anno, dalla Euroclub nella collana Grandi Scrittori di Fantascienza.

## Trama
Il romanzo consiste di una serie di voci dal diario di ciascuno dei quattro protagonisti: Zebadiah John Carter, la programmatrice Dejah Thoris "Deety" Burroughs Carter, suo padre, il professore di matematica Jacob Burroughs e la socialite Hilda Corners. I nomi "Dejah Thoris", "Burroughs" e "Carter" sono esplicite citazioni di John Carter e Dejah Thoris, i protagonisti dei romanzi di Barsoom (Marte) di Edgar Rice Burroughs.
I quattro viaggiano nell'astronave Gay Deceiver di Zebadiah, che è stata equipaggiata con la "macchina continua" e armata dalla Australian Defence Force. La macchina continua è stata costruita dal professore Burroughs mentre stava formulando le sue teorie sulla geometria non euclidea n-dimensionale. Nell'ambientazione del romanzo l'universo contiene sei dimensioni: le tre spaziali del mondo reale e tre dimensioni temporali - t, la dimensione temporale del mondo reale, τ (tau) e т (teh). La macchina continua può viaggiare in tutti e sei gli assi dimensionali e permette di spostarsi in diversi universi immaginari, come la terra di Oz, così come nel tempo. Un tentativo di visitare Barsoom li porta in una versione di Marte apparentemente sotto il governo coloniale dell'Impero britannico, ma verso la fine del romanzo uno dei personaggi ricorrenti di Heinlein, Lazarus Long suggerisce che potrebbero aver viaggiato fino a Barsoom, e che il suo stato "coloniale" potrebbe essere un'illusione imposta a loro dai telepati barsoomiani:
(R. A. Heinlein, Il numero della bestia, traduzione di Giacomo Gramegna, pag. 491)

## Stile di scrittura
Il romanzo è una via di mezzo tra una parodia e un omaggio nel suo uso deliberato dello stile pulp delle riviste degli anni trenta. Molte delle trame e dei personaggi derivano direttamente dai pulp, come appare già dalle prime parole del romanzo:
(Deety in R. A. Heinlein, Il numero della bestia, traduzione di Giacomo Gramegna, pag. 1)
Il numero della bestia contiene molti inside joke e riferimenti all'autore. Il nome di ogni antagonista è un anagramma del nome reale o di penna di Robert o di sua moglie Virginia Heinlein.
Come in molti dei suoi ultimi lavori compaiono le ipotesi di solipsismo, ma in questo libro lo sviluppa in un'idea che chiama World as Myth ("il mondo come mito") — l'idea che gli universi siano creati dall'atto di immaginarli, così che tutti i mondi immaginari sono in effetti reali.

## Critica
Jack Kirwan scrisse sul National Review che il romanzo «parla di due uomini e due donne in un safari temporale in questo e altri universi. Ma descrivere Il numero della bestia in questa maniera è come dire che Moby Dick parla di un tizio con la gamba di legno che cerca di catturare un pesce»; prosegue nel dire che Heinlein celebra la «persona competente».
Sue K. Hurwitz dice nella sua recensione per il School Library Journal che è un catalogo dei peccati di Heinlein come autore; è sophomore, sessista, militante di destra ed eccessivamente prolisso, chiudendo e commentando che la chiusura del libro è una «devastante parodia di una convention di fantascienza — gli appassionati del genere si rotoleranno dal ridere. È spazzatura, ma dalla cima della pila».

### Edizioni
- (EN) Robert A. Heinlein, The Number of the Beast, n. 9, Fawcett Columbine, 1980,  p. 511, ISBN 0-449-13070-3.

- Robert A. Heinlein, Il numero della bestia, collana I Super, traduzione di Giacomo Gramegna, Milano, Sonzogno, maggio 1981.

### Fonti critiche
- (EN) James Daniel Gifford, The New Heinlein Opus List, in Robert A. Heinlein: A Reader's Companion (PDF), Nitrosyncretic Press, 2000, ISBN 978-0-9679874-1-5. URL consultato il 1º maggio 2017.